# ستيف هاريس (كرة سلة)
ستيف هاريس (بالإنجليزية: Steve Harris)‏ مواليد 15 أكتوبر 1963 في كانساس سيتي - الوفاة 22 فبراير 2016، كان لاعب كرة سلة أمريكي. بدأ مسيرته الاحترافية في سنة 1985. تم اختياره من قبل فريق هيوستن روكتس خلال الدرافت. بلغ طوله 6 قدم 5 بوصة (2.0 م). اعتزل اللعب في 1991.

## المسيرة الاحترافية
لعب مع هيوستن روكتس من سنة 1985 إلى 1988، ثم لعب مع غولدن ستايت ووريورز في موسم 1987–1988، ثم لعب مع ديترويت بيستونز في موسم 1988–1989، ثم لعب مع لوس أنجلوس كليبرز في سنة 1990.

## روابط خارجية
- ستيف هاريس على موقع إن بي أي (الإنجليزية)
- ستيف هاريس على موقع سبورتس رفرنس (الإنجليزية)
- ستيف هاريس على موقع كلية كرة السلة في سبورتس رفرنس.كوم (الإنجليزية)
- ستيف هاريس على موقع ريلجم (الإنجليزية)
- ستيف هاريس على موقع بروبوليرز (الإنجليزية)